# Nadine Dorries
Nadine Dorries (nascuda Bargery, 21 de maig de 1957 a Liverpool), és una política britànica del partit Conservador, des de 2005 és diputada per la circumscripció de Mid Bedfordshire. Es va convertir en secretària d'Estat de Cultura, Mitjans de comunicació i Esport pel primer ministre Boris Johnson al setembre de 2021. El 2022 va intentar privatitzar la cadena Channel 4.
El 1984, es va casar amb Paul Dorries, amb qui i té 3 fills, abans de divorciar-se.